# 李天祿
李天祿（1910年12月24日—1998年8月13日），臺北廳大稻埕（今臺北市大同區延平北路北門口）人，布袋戲操偶藝師，也曾客串數部電影演出，如：《戀戀風塵》、《悲情城市》、《戲夢人生》、《一隻鳥仔哮啾啾》、《少年吔，安啦！》。

## 生平

### 成長背景
1910年12月24日（農曆11月23日），李天祿出生於日治臺灣的台北廳大稻埕區北門口街（今台北市大同區延平北路北門口），父親許金木，母親李哖。李天祿8歲即學習布袋戲這項才藝。
1930年，李天祿入贅台北市大龍峒老師府的陳家，娶「樂花園」布袋戲班班主陳阿來的女兒——陳茶為妻，生下二子二女，長子陳錫煌從母姓，幼子李傳燦才跟著李天祿姓。1932年以22歲的年紀，自立「亦宛然」劇團。因為唱工，口白與佈景極為新穎，李天祿在新團成立不到三年的時間，就與老布袋戲劇團「宛若真」、「小西園」相抗衡。
1937年，日軍準備侵略中華民國，引爆中日戰爭。台灣總督府下令所有中國傳統戲曲禁演，其中包含布袋戲。囿於現實環境，李天祿不得不暫時封箱而從事其他行業。1941年，布袋戲開禁，卻必須多有限制。李天祿為生計，也不得不演出穿著「現代服裝」的時代布袋戲。

### 事業高峰
1945年，昭和天皇宣讀終戰詔書後，台灣日治時期結束。國民政府初期對布袋戲並沒有任何限制，加上戰爭過後的復甦經濟，李天祿與其他知名布袋戲劇團相同，成為當時台灣最主要的娛樂。而此時，李天祿嘗試以京戲為底本，再參考漳州楊勝布袋戲京劇唱腔與身段，創造出「外江戲」。因為該戲碼有著新鮮的京戲鑼鼓，很受當時民眾歡迎。這階段實為李天祿的事業高峰。

### 逐漸沒落
1962年，當時臺灣的無線電視台台灣電視公司播出李天祿「亦宛然掌中劇團」「三國志」節目，是布袋戲首度登上電視機播出。因傳統布袋戲不適合無線電視，沒有造成預期轟動。
1970年3月12日，黃俊雄率領的「真五洲劇團」將本來於戲院上映的內台戲「雲洲大儒俠」首度於台灣的無線電視台演出。因音樂新穎，口白典雅，加上劇情緊湊與聲光效果驚人，在爾後四年連演583集，曾締造97%的高收視率。面對此變化，李天祿雖表示贊同，但因理念等因素並沒有跟進，加上政府禁用方言等政策的侷限，除了電視布袋戲獨樹一格外，傳統布袋戲於1970年代迅速沒落。

### 小宛然與巧宛然
1980年代，法國籍學生班任旅抵臺灣向李天祿學習布袋戲，時間長達五年。學成後，班任旅將其所學傳至法國並成立「小宛然」劇團，李天祿也因此受邀於法國偶戲界，多次於巴黎市政廳開設大師班，並獲得法國最高獎章「騎士榮譽勳章」。大約在同時間，台灣開始重新重視布袋戲，不過因為外來娛樂過多，並沒有多少助益。
1988年，台北市平等國小的音樂老師紀淑玲，參加西田社布袋戲基金會的研習，結識了李天祿。紀淑玲把布袋戲引入平等國小，邀請李天祿教導該校全體老師練習布袋戲。由紀淑玲與施慧珍指導前後場，並請亦宛然李天祿、陳錫煌、李傳燦父子擔任前場師傅，李順發等擔任後場師傅，並召募學生團員。李天祿將該校劇團命名為台北市平等國小巧宛然掌中劇團，是臺北市第一個兒童掌中劇團。

### 晚年
1990年代，李天祿獲得「民族藝術薪傳獎」等獎項。也因此名氣，讓他以耆老之齡參與如：《戀戀風塵》、《尼羅河女兒》、《悲情城市》、《戲夢人生》等電影，及連續劇《英雄世家》演出。其中戲夢人生還是以他的生平作為題材。
1996年，位於三芝的李天祿布袋戲文物館開館，實現李天祿的願望。不過就在開館後兩年的1998年，李天祿則因心臟病去世，享壽88歲。

## 紀念
2020年12月24日，Google Doodle紀念李天祿110歲冥誕。

## 家族
李天祿的祖父是何許土，允准為親族許家傳宗接代，而許金木就是這個繼承許姓的後嗣。許金木即是李天祿的父親。許金木後來成為「華陽台」布袋戲劇團團長，外號夢冬仔，是布袋戲戲班「華陽台」的班主兼頭手。之後，許金木入贅李家、與李哖結婚，生下的長子李天祿從母姓。
妻陳氏，為樂花園戲班女兒。
長子陳錫煌、次子李傳燦都繼承家學，2009年3月3日，長子陳錫煌被行政院文化建設委員會指定為「重要傳統藝術布袋戲保存者」。次子李傳燦於李天祿過世後接掌李天祿布袋戲文物館，李傳燦於2009年去世。

## 外部連結
- 戲夢人生-李天祿珍貴文物與影音資料數位館 （页面存档备份，存于）
- <我愛巧宛然>部落格 （页面存档备份，存于）